# Carlota Ayub
Carlota Ayub Larrousse, también conocida por el nombre de Carlota Ayub de Quesada (San Rafael, Argentina, 11 de noviembre de 1924 - El Masnou, Cataluña, 28 de mayo de 2021) fue una activista por los derechos humanos argentina, cofundadora de la Abuelas de Plaza de Mayo y la Comisión de Solidaridad con los Familiares de Desaparecidos (COSOFAM). Llegó a convertirse en una referente indiscutida de la lucha por la Memoria, la Verdad y la Justicia en Europa.

## Trayectoria
Carlota Ayub nació en la localidad de San Rafael, en la provincia de Mendoza, en el año 1924 (o el 11 de noviembre de 1925) y se casó con el diplomático de Salud Pública del Gobierno argentino Enrique de Quesada con el que tuvo cuatro hijos.
A comienzos del año 1976, ante las persecuciones y hostilidades de la oposición de derecha sufridas por su familia, y más concretamente contra su marido y su tercera hija, Graciela Irene Quesada, decidió exiliarse a Cataluña. Así pues, el 24 de marzo de 1976 se instaló en el municipio de El Masnou, en el Maresme.
Un año más tarde, el 17 de marzo de 1977 se enteró de que su hija Graciela había sido secuestrada por fuerzas del gobierno militar argentino. Su hija Graciela estaba embarazada de su reciente pareja Guillermo García Cano, a quien no llegó a conocer. Poco antes, el 9 de noviembre de 1976 había sido asesinado la primera pareja de Graciela, Luis Bearzi, y padre de sus hijos Mariano y Julio.
Carlota comenzó a viajar a Argentina para recabar información sobre su hija, así logró reconstruir su destino a base de testigos de supervivientes, quienes confirmaron que permaneció detenida en la Brigada de Investigaciones de La Plata, en la Comisaría 5ª y en el Centro clandestino de detención La Cacha.
Carlota murió el 28 de mayo de 2021 en el municipio de El Masnou, a los 96 años de edad. Abuelas de la Plaza de Mayo, en el comunicado de anuncio de la defunción, manifestó el compromiso de seguir buscando «este limpio o limpia al que ella no llegó a abrazar pero que siempre esperó su lucha».

## Homenajes
El 12 de septiembre de 2013 la Ciudad Autónoma de Buenos Aires declaró oficialmente a Carlota Ayub como Personalidad Destacada en el ámbito de los derechos humanos.
El 22 de marzo de 2016, en conmemoración de 40 aniversario del golpe de estado argentino, Casa Amèrica Catalunya le rindió un acto de homenaje en El Masnou, en el que fue obsequiada con un ramo de rosas y una larga ovación del público asistente al auditorio.
Más adelante, el 28 de marzo de 2020, el Ayuntamiento de El Masnou inauguró un memorial de homenaje a las víctimas de la dictadura argentina, en el contexto del 44 aniversario del golpe de estado argentino. Situado en la calle de la República Argentina, frente al Centro de Atención Primaria (CAP) del barrio de Ocata, este monumento se erigió para satisfacer las demandas de la COSOFAM, en general, y de Ayub, en particular.